# Andrea Klambauer

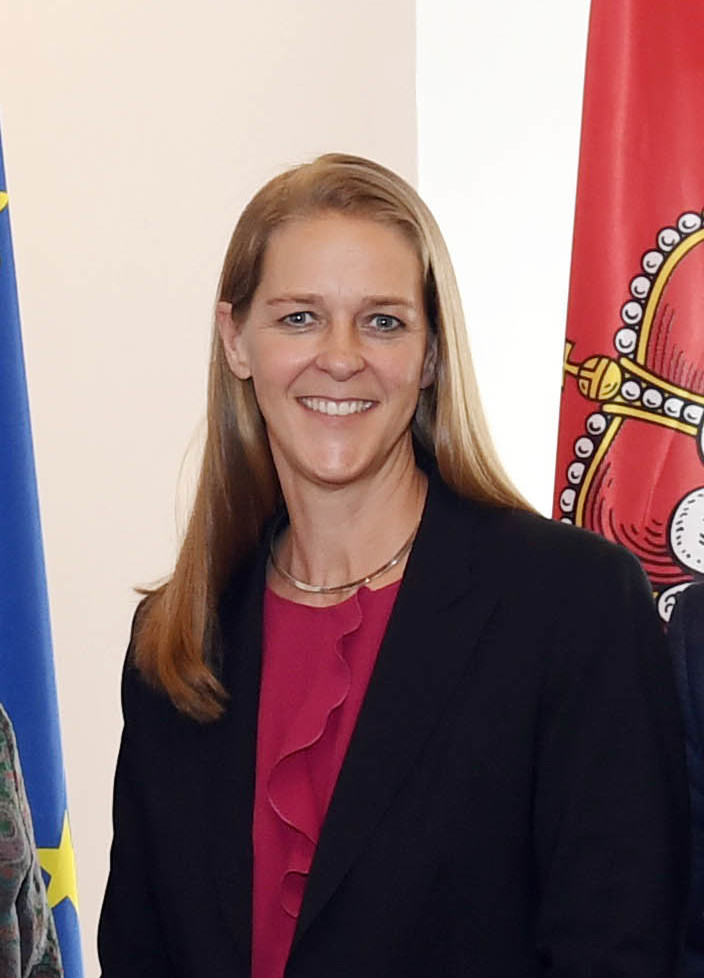
Andrea Klambauer (2019)

Andrea Klambauer (* 24. Februar 1977 in Wien) ist eine österreichische Politikerin (NEOS), welche von 2018 bis 2023 als Landesrätin in der Salzburger Landesregierung Haslauer jun. II amtierte. Bei Amtsantritt war Klambauer die erste NEOS-Politikerin als Mitglied in einer österreichischen Landesregierung. Seit dem 19. Juni 2021 ist sie stellvertretende Bundesvorsitzende von NEOS, sowie von 2021 bis 2023 auch Landessprecherin von NEOS Salzburg.

## Leben

### Ausbildung und Beruf
Andrea Klambauer besuchte das Wirtschaftskundliche Realgymnasium in Wien-Floridsdorf, wo sie 1995 maturierte. Anschließend absolvierte sie einen Studiengang für Wirtschaftsberatende Berufe an der Fachhochschule Wiener Neustadt, den sie 2000 als Magistra (FH) abschloss.
Ab 1998 war sie in verschiedenen Unternehmen im Personalwesen tätig, etwa bei der Billa Dienstleistungs GmbH als Assistentin des Konzernpersonalentwicklers, ab 2000 bei Hewitt Associates als Human Resources (HR) Consultant und von 2004 bis 2006 für Siemens in Peking als HR Managerin. Nach der Elternkarenz und dem Umzug nach Bad Hofgastein war sie von 2007 bis 2011 bei der Salzburger Aluminium AG (SAG) in der Personal- und Organisationsentwicklung tätig, von 2011 bis Juni 2018 war sie HR Managerin bei der Eurofunk Kappacher GmbH in St. Johann im Pongau. Anfang 2024 gründete sie die Klimabilanz GmbH zur Unterstützung von Unternehmen bei der Umsetzung von Nachhaltigkeitsberichten.

### Politik
Für NEOS – Das Neue Österreich und Liberales Forum fungiert sie seit August 2016 als Regionalkoordinatorin für den Pongau. Bei der Landtagswahl in Salzburg 2018 kandidierte sie hinter Sepp Schellhorn auf Platz zwei der Landesliste. Am 13. Juni 2018 wurde sie in der konstituierenden Landtagssitzung der 16. Gesetzgebungsperiode im Salzburger Landtag zur Landesrätin der Landesregierung Haslauer jun. II gewählt, in der sie die Bereiche Wohnbau, Kinderbetreuung, Familien, Wissenschaft, Erwachsenenbildung, Frauen, Chancengleichheit, Generationen und Integration übernahm.
Von Beate Meinl-Reisinger wurde sie nach der Nationalratswahl im Oktober 2019 für ihr Team für Sondierungsgespräche zur Bildung einer Bundesregierung nominiert. Im Oktober 2020 wurde sie als stellvertretende Landessprecherin von NEOS Salzburg bestätigt. Am 19. Juni 2021 wurde sie neben Wiens Vizebürgermeister Christoph Wiederkehr mit 78,9 Prozent der Stimmen zur Stellvertreterin der NEOS-Bundesvorsitzenden Beate Meinl-Reisinger gewählt.
Nach dem Rückzug von Sepp Schellhorn Ende Juni 2021 übernahm sie vorerst interimistisch dessen Funktion als Landessprecherin. Am 2. Oktober 2021 wurde sie zur Landessprecherin von NEOS Salzburg gewählt, ihr Stellvertreter wurde Sebastian Huber.
Im Mai 2022 wurde sie zur NEOS-Spitzenkandidatin für die Landtagswahl in Salzburg 2023 gewählt.
Nach der Landtagswahl in Salzburg 2023, bei der NEOS an der 5%-Hürde scheiterten und damit aus dem Landtag ausschieden, gab sie am 25. April 2023 ihren Rücktritt bekannt. Im Oktober 2023 wurde Lisa Aldali als Nachfolgerin von Klambauer zur Landessprecherin von NEOS Salzburg gewählt.

## Auszeichnungen (Auswahl)
- 2023: Ehrenzeichen des Landes Salzburg[20][21]